# SC Riesa
Der Sportclub Riesa e. V. (kurz: SC Riesa) ist ein deutscher Sportverein aus Riesa mit 22 Sportabteilungen. Er ging aus der Betriebssportgemeinschaft Stahl Riesa hervor, deren Fußballabteilung 1990 einen eigenen Verein gründete (vgl. BSG Stahl Riesa). Als bisher größter Erfolg des SC Riesa gilt – neben der DDR-Oberliga-Zeit der Fußball-Herren – der Aufstieg der Handballmannschaft der Frauen in die 2. Bundesliga zur Saison 2006/07 und Saison 2009/10.

## Geschichte
→ Hauptartikel zur Geschichte der Sektion Fußball der BSG Stahl Riesa in der DDR-Zeit: BSG Stahl Riesa

### 1948–1989
Am 1. September 1948 wurde unter Leitung von Arthur Hahnefeld eine der ersten Betriebssportgemeinschaften (BSG) der damaligen sowjetischen Besatzungszone mit dem Namen BSG Stahlwerk Riesa gegründet. Mit der Gründung der DDR zählte die Gemeinschaft bereits über 800 Mitglieder und unterhielt zwölf Sportsektionen. Das Ziel der BSG bestand darin, die Betriebsangehörigen des Stahl- und Walzwerkes Riesa dem Sport nahezubringen.
Nachdem am 1. April 1950 eine Umbenennung in BSG Stahl Riesa erfolgt war, wurde nur vier Jahre später parallel zur BSG das Leistungszentrum SC Stahl Riesa ins Leben gerufen, das als Sportclub fortan für Austragung der Sportarten Fußball, Turnen, Leichtathletik und Boxen verantwortlich sein sollte.
Am 29. Mai 1955 wurde dem Sportbetrieb das Stadion Ernst Grube mit über 11.000 Zuschauerplätzen übergeben. Nur zwei Jahre später wurde mit der Gründung des Deutschen Turn- und Sportbundes die BSG Stahl Riesa unmittelbar Teil eines nun einheitlich geregelten Sportprogramms. Noch gegen Ende der 1950er Jahre erlangte der Sportbetrieb eine eigene Kegelanlage. So wurde 1958 die Vier-Bahnen-Kegel-Anlage An der Kolonie übergeben.
Mit dem Bau des Lehrschwimmbeckens der Friedrich-Engels-Oberschule in Riesa-Gröba konnte das seit 1936 bestehende Defizit des unregelmäßigen Schwimmtrainings behoben werden. Fortan bot die Schwimmabteilung der BSG ein regelmäßiges ganzjähriges Training an. 
In den 1960er Jahren entwickelte sich die BSG Stahl Riesa zum Sportzentrum des Industriekreises Riesa. Geprägt von den hohen sportlichen Leistungen, kürten Mitglieder einer Riesaer Akrobatikgruppe beim Einmarsch der IV. Weltfestspielen 1962 in Helsinki die Fahne der DDR. Noch im selben Jahr begann die BSG sich verstärkt im Nachwuchsbereich zu engagieren, woraus ein neues Trainingszentrum für Leichtathletik entstand.
Nachdem 1965 der Trainer Walter Fritzsch die Fußball-Liga-Mannschaft der BSG Stahl Riesa übernommen hatte, stieg sie am 19. Mai 1968 in die Fußball-Oberliga auf. Nach diesem Erfolg wurde das eigene Stadion im Sommer 1968 auf eine Kapazität von 15.000 Plätzen erweitert, die beim ersten Oberligaspiel am 25. August 1968 komplett besetzt waren.

### Seit 1990
Das Ende der DDR-Zeit 1989 brachte nicht nur gesellschaftliche Änderungen, sondern zunächst auch düstere Zeiten für die BSG. Durch die schlechte wirtschaftliche Lage des Hauptträgers, des Rohrkombinats Riesa, brach die Finanzierung der BSG zusammen. Unter dem Namen Stahl Riesa e. V. wurde der Verein am 7. September 1990 in das deutsche Vereinsregister aufgenommen. Die bisherige Sektion Fußball verselbständigte sich damals und gründete unter dem Namen FC Stahl Riesa einen eigenen Verein, in dessen Tradition sich heute die BSG Stahl Riesa sieht.
Zwei Jahre später, am 6. November 1992, fand die letzte Namensänderung des Vereins statt. Geknüpft an die Traditionen der BSG Stahl Riesa, wurde im Gasthof Gröba der Sportclub Riesa e. V. gegründet. Mit Ausnahme der Fußballabteilung sowie der Kanurennsportler wurden alle Sektionen dem neuen Vereinsnamen zugeschrieben. Fortan sollte sich der Sportclub durch Mitgliederbeiträge, Fördergelder des Landessportbundes und besonders Sponsorgelder finanzieren.
Durch sportliche Einzelleistungen sowie die Austragung hochkarätiger Sportereignisse wurde Riesa national und international bekannt. Der Sportclub zählt aktuell über 2400 Mitglieder (Stand: 2020) in 22 Abteilungen. Der Verein war sowohl Ausrichter der Weltmeisterschaft der Sportakrobatik im Jahre 1996 und 2002 als auch der WM der Sumo-Ringer 1999 und 2004 sowie der ausgetragenen ersten und zweiten Runde der Volleyball-WM der Frauen im Jahre 2002.

## Bekannte Sportler
Der Schwimmer Jens Kruppa sowie die Wasserspringer Christin Steuer und Heiko Meyer gewannen für den SC Riesa zahlreiche Meistertitel, alle drei Sportler standen 2004 im deutschen Olympiaaufgebot.
Bei den Leichtathletik-Weltmeisterschaften 1999 waren ebenfalls drei Athleten des SC Riesa am Start: Die Diskuswerferin Sabine Sievers schied in der Qualifikation aus, Claudia Dreher belegte den neunten Platz im Marathon und Jürgen Schult, der nur im letzten Jahr seiner Karriere für Riesa antrat, gewann Silber mit dem Diskus.

## Verweise
1. ↑  In: Gemeinsame Normdatei.
2. ↑  SC Riesa (Hrsg.): www.sc-riesa.de. (abgerufen am 15. Dezember 2022).
3. 1 2  Rund um den Verein. Sportclub Riesa e. V., abgerufen am 11. September 2020.
4. ↑  Volleyball-WM Deutschland 2002 - Rubrik: Ort & Geschichte (Memento vom 19. Dezember 2009 im Internet Archive)
5. ↑  Nationales Olympisches Komitee für Deutschland: Athen 2004. Die deutsche Olympiamannschaft. Frankfurt am Main 2004
6. ↑   Deutsche Gesellschaft für Leichtathletik-Dokumentation 1990 e. V.: Männer – S